# إرفين ويبر
إرفين ويبر (بالألمانية: Erwin Weber)‏ هو سائق رالي ومهندس ألماني، ولد في 12 يونيو 1959 في ميونخ في ألمانيا.

## وصلات خارجية
- اروين ويبر على موقع eWRC-results.com (الإنجليزية)